# Andrea Matteo Palmieri
Andrea Matteo Palmieri (Nápoles, 10 de agosto de 1493 - Roma, 20 de janeiro de 1537) foi um cardeal do século XVII.

## Biografia
Andrea Matteo Palmieri foi clérigo de Nápoles. Sob Leão X, eleito arcebispo de Acerenza e Matera, renunciou em seu favor por seu tio Vincenzo Palmieri, e com dispensa por ainda não ter atingido a idade canônica de 27 anos, em 30 de julho de 1518. Durante o pontificado do Papa Adriano VI, ajudou com dinheiro próprio e com recursos de seus amigos, os cavaleiros de Rodes, a combater o ataque naval dos turcos; quando estava pronto para embarcar com as tropas papais, foi recebida a notícia da queda de Rodes e Andrea teve que abandonar o empreendimento.
Criado cardeal-presbítero no consistório de 21 de novembro de 1527, recebendo no mesmo dia o chapéu vermelho e o título de S. Clemente. Renunciou ao governo da sé em favor de seu irmão Francesco Palmieri, O.Min., em 21 de agosto de 1528. Administrador da sé de Sarno, de 24 de maio de 1529 até 24 de agosto de 1530. Camerlengo do Sagrado Colégio dos Cardeais, 9 de janeiro de 1534 a 8 de janeiro de 1535. Administrador da Sé de Lucera, 20 de agosto de 1534 até 26 de fevereiro de 1535. Palmieri participou do conclave de 1534, que elegeu o Papa Paulo III. Administrador da Sé de Conza, 15 de junho de 1535 até 16 de julho de 1535. Administrador da Sé de Policastro, 5 de julho de 1535 até sua morte. Nomeado pelo Sacro Imperador Romano Carlos V governador de Milão pouco antes de sua morte.
O Cardeal Andrea Matteo Palmieri morreu em Roma em 20 de janeiro de 1537 e foi sepultado na igreja de S. Maria del Popolo.